# جاك بي. جونسون
جاك بي. جونسون (بالإنجليزية: Jack B. Johnson)‏ هو محامي أمريكي، ولد في 3 أبريل 1949.